# Еловских, Василий Иванович

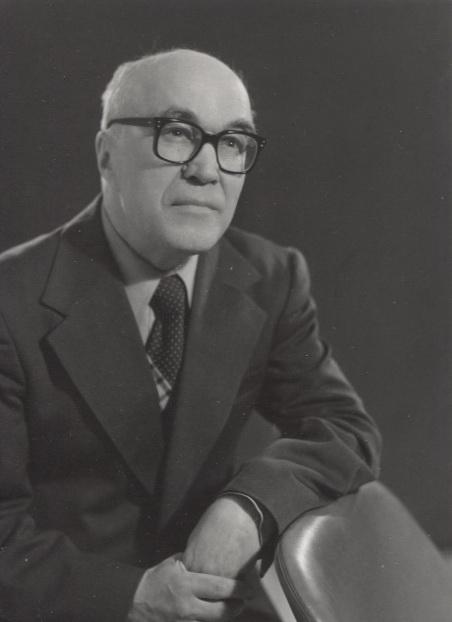
Василий Иванович Еловских, 1984 год.

Василий Иванович Еловских.

Василий Иванович Еловских (25 января 1919, Васильевско-Шайтанский завод, Пермская губерния — 13 января 2012, Курган) — советский писатель, участник Великой Отечественной войны.

## Биография
Василий Иванович Еловских родился 25 января 1919 года в рабочей семье в посёлке Шайтанский завод Шайтанской волости Екатеринбургского уезда Пермской губернии (ныне город Первоуральск Свердловской области). Отец — Иван Семёнович, участник первой мировой войны, полный Георгиевский кавалер; в годы Советской власти был награждён орденами Ленина, «Знак Почёта», Почётный гражданин города Первоуральска; память его увековечена мемориальной доской, установленной на доме, где он жил.
В 1936—1937 гг. работал токарем на Первоуральском сталетрубном заводе. С 1937 г. — рабкор, затем заведующий комсомольским отделом первоуральской газеты «Под знаменем Ленина».
В сентябре 1939 года призван в Рабоче-крестьянскую Красную Армию. Служил красноармейцем, политруком, начальником гарнизона, командиром взвода, редактором дивизионной газеты, инструктором газеты 9-й воздушной армии, 14-й дивизии войск НКВД СССР по охране железнодорожных сооружений. Участник Великой Отечественной войны, воевал на Ленинградском и 2-м Прибалтийском фронтах; войну закончил в Прибалтике. В 1944 году окончил Хабаровское стрелково-минометное офицерское училище.
С 1941 года член ВКП(б), в 1952 году партия переименована в КПСС (состоял в партии по 1991 год).
После окончания Великой Отечественной войны 14-я дивизия войск НКВД-МВД проводила оперативную работу по борьбе с бандитизмом в Прибалтике. Демобилизован 20 января 1947 года. Майор запаса. Награждён орденом Отечественной войны II степени и одиннадцатью медалями.
После войны — редактор «Последних известий» на Тюменском радио, редактор Ярковской районной газеты «По ленинскому пути» (1948—1951).
В 1954 году окончил Высшую партийную школу при ЦК КПСС, после чего работал председателем Тюменского облрадиокомбината (1954—1956), директором Тюменского книжного издательства (1956—1960), ответственным секретарём «Блокнота агитатора» Тюменского обкома КПСС (1960—1961); заведующим Тюменским облпартархивом (1961—1963). Был членом бюро райкома КПСС; в 1955 г. избирался депутатом Тюменского городского Совета.
С 1964 года жил в Кургане: редактор литературно-музыкальных передач на областном радио (1964—1966), затем литературный консультант (1966—1969), уполномоченный по защите авторских прав Курганской писательской организации (1969—1979).
Член Союз журналистов СССР. Член Союза писателей СССР с 1964 года, после распада СП СССР — член Союза писателей России.
Василий Иванович Еловских умер 13 января 2012 года в городе Кургане. Похоронен на Зайковском кладбище города Кургана Курганской области, участок 89.

## Творчество
Дебютировал газетными заметками в 1930-е годы. Первый рассказ опубликовал в журнале «Уральский современник» в 1940 году. Опубликовал более 50 книг.
Произведения В. И. Еловских отражают жизнь Урала, Зауралья, затрагивают проблемы и сельского, и городского жителя, историческое прошлое края. Автору свойственно умение психологически тонко и точно изобразить характер героя, раскрыть истоки и мотивы его поступков.
Некоторые рассказы переведены на казахский, латышский, балкарский языки.

### Избранные произведения
- Еловских В. И. Алёшкины будни : Повесть, рассказы : [Для детей]. — Курган: Грани, 1995. — 112 с. — (Содерж.: Алешкины будни: Повесть; Рассказы: Шайтанские сполохи; Шкалик; Побег). — ISBN 5-87476-028-8.
- Еловских В. И. Бабка из Буйковки : Рассказы. — Курган: Грани, 1995. — 112 с. — (Содерж.: Обратный путь; Николай Егорович; Соседка по столику; «Медленно кружатся листья осенние…»; Мария; Бабка из Буйковки; Золочёная брошь). — ISBN 5-87476-029-6.
- Еловских В. И. В походе : Рассказы [Для старш. и сред. возраста]. — Пенза: Кн. изд-во, 1960. — 79 с. — (Содерж.: Берёзка; Мальчики; Вместе с ребятами; Медведи на пасеке; Как поймали щурят; В походе). — 15 000 экз.
- Еловских В. И. В родных местах : Рассказы и очерки. — Челябинск: Юж.-Урал. кн. изд-во, 1981. — 207 с. — (Содерж.: Пятеро; Володя и Прохор Ефимович; В родных местах; Крепость на Пристанской; Егор Малютин; Суматошный день; По сибирским дорогам). — 15 000 экз.
- Еловских В. И. Вместе с ребятами : Рассказы [Для младш. и сред. школьного возраста]. — Тюмень: Кн. изд-во, 1957. — 68 с. — (Содерж.: Вместе с ребятами; У дедушки; В дороге; Новое поручение; Разговор о геройстве; Медведи на пасеке; Берёзка; Волшебный цветок; На чужих улицах). — 40 000 экз.
- Еловских В. И. Высокие тополя  : Рассказы. — Челябинск: Юж.-Урал. кн. изд-во, 1966. — 73 с. — (Б-чка короткой повести и рассказа. Содерж.: Лишний заезд; Катастрофа; Планер на проводах; Высокие тополя; Пашка; Четверо в дороге). — 15 000 экз.
- Еловских В. И. Вьюжной ночью : Рассказы, повесть. — Челябинск: Юж.-Урал. кн. изд-во, 1986. — 309 с. — (Содерж.: Рассказы: Пятеро; Сосед; Трое в купе; Ливни; Илья Шуляков; На Тагайке; Вьюжной ночью; Москвичка; Солдатская любовь; Шаманы; В половодье; Трубы над горами: Повествование в рассказах). — 15 000 экз.
- Еловских В. И. Гудки зовущие : Повесть и рассказы. — М.: Современник, 1989. — 230 с. — (Содерж.: Гудки зовущие: Повесть; Рассказы: Солдат и мальчик; Пятеро; Поездка в Рыжовку). — 30 000 экз. — ISBN 5-270-00392-9.
- Еловских В. И. Давние тревоги : Рассказы, гл. из повести. — Курган: Предприятие «Реформа», 1998. — 64 с. — (Содерж.:Костя; Давние тревоги; Багровый закат; Заботы городские: Гл. из повести). — ISBN 5-86-051-0-74-8.
- Еловских В. И. Дальняя дорога : Рассказы. — М.: Сов. писатель, 1987. — 264 с. — (Содерж.: Лунная дорожка; Поездка в Рыжовку; Чертовы радости; Лень мужика не кормит; Последняя встреча; Нюрины будни; Несовместимость; Зимние сценки; Ночные гости; Солдат и мальчик, и др. рассказы). — 30 000 экз.
- Еловских В. И. Два корабля : Рассказы, очерк. — Курган: Грани, 1996. — 98 с. — (Содерж.: Рассказы: Метельные дни; На новом месте; Раковый больной; Красное, белое; Два корабля. Очерк: Чужие умы). — 150 экз. — ISBN 5-87476-007-5.
- Еловских В. И. Девочка у рынка : Рассказы. — Курган: Предприятие «Реформа», 1997. — 55 с. — (Содерж.: На закате; Девочка у рынка; Однажды вечером; Книги на помойке; Ёлки-палки). — ISBN 5-86051-082-1.
- Еловских В. И. Добрая душа : [Сб. рассказов]. — Курган, 2001. — 30 с. — (Содерж.: Добрая душа; Сан Саныч и Митя; Время и люди).
- Еловских В. И. Дом с мансардой : Очерки, рассказы. — М.: Сов. писатель, 1982. — 335 с. — (Содерж.: Рассказы: Пятеро; На дальнем хуторе; Сосед; Вьюжной ночью; Шаманы; Застряли…; В половодье; Очерки: «Дикая бригада»; Утерянные минуты; Дом с мансардой; Тяжёлые раздумья; Беспокойный праздник; Ранние всходы; Круговорот; Илья Шуляков). — 30 000 экз.
- Еловских В. И. Егорка : Рассказы для детей. — Тюмень: Кн. изд-во, 1962. — 52 с. — (Содерж.: Чика; Егорка; Плот; Двое в лесу; Эдуард и Леопард). — 15 000 экз. экз.
- Еловских В. И. Зелёная дека : Повесть, рассказы. — Курган: Грани, 1994. — 87 с. — (Содерж.: Зеленая дека: Повесть; Дела давно минувших дней; С покорностью; Вечерний разговор; Бабье лето: Рассказы). — 1000 экз. — ISBN 5-87476-026-1.
- Еловских В. И. Золотые Звёзды курганцев : Очерки. — Челябинск: Южн.-Урал. кн. изд-во, 1970. — 118 с. — (Южноуральцы — Герои Советского Союза). — 5000 экз.
- Еловских В. И. Кержачка : Повести. Рассказы. — Курган: Периодика, 1992. — 79 с. — (Библиотечка Зауралья. Содерж.: Бродяга; Сожители; Кержачка; Давние радости; Горькое вино). — 5000 экз. — ISBN 5-8282-0018-6.
- Еловских В. И. Колхоз высокой культуры земледелия [О колхозе «Россия» Шатровкого района]. — М.: Колос, 1974. — 70 с. — (Передовые хоз-ва страны). — 8500 экз.
- Еловских В. И. Крепость на Пристанской : Будни. Рассказы. — Челябинск: Южн.-Урал. кн. изд-во, 1971. — 88 с. — 15 000 экз.
- Еловских В. И. Лесная встреча : Рассказы и сказка. — Курган: Кург. част. изд-во, 1999. — 64 с. — (Содерж.: Не без греха; Лесная встреча; В осенние дни; По личному вопросу; Гора-кормилица; Муха и муравей). — 300 экз. — ISBN 5-901051-2.
- Еловских В. И. Молчунья : Рассказы. — Свердловск: Сред.-Урал. кн. изд-во, 1964. — 92 с. — (Содерж.: Четверо в дороге; За опытом; Первое поручение; Молчунья; Пётр Петрович; Человек с пунктиком; Вечерний разговор; Замена; Упрямец). — 15 000 экз.
- Еловских В. И. На землях Зауралья [Совхоз «Красная звезда»]. — М.: Колос, 1972. — 64 с. — (Передовые хоз-ва страны). — 2100 экз.
- Еловских В. И. На поиски Вали Лосевой : Рассказы. — Тюмень: Кн. изд-во, 1958. — 80 с. — 35 000 экз.
- Еловских В. И. На Сибирском тракте : Рассказы. — Челябинск: Южн.-Урал. кн. изд-во, 1968. — 182 с. — (Содерж.: Первые дни; Каталов и Муравьёв; Четверо в дороге; За опытом; Упрямец; Ужин; Свист ветра; Осипов; На Сибирском тракте; Замена; и др. рассказы). — 15 000 экз.
- Еловских В. И. Невесты : [Сб.]. — Курган, 2002. — 30 с. — (Содерж.: Морозный вечер; Невесты; Время и люди).
- Еловских В. И. Неудачный уполномоченный : [Повесть]. — Курган: Грани, 1994. — 66 с. — 1000 экз.
- Еловских В. И. Нина : Рассказы. — Тюмень: Кн. изд-во, 1960. — 140 с. — (Содерж.: Возвращение; В Петровке; Пашка; На тракте; Мой сосед Лебедев; Необычный день; Нина). — 25 000 экз.
- Еловских В. И. О времени и о людях. — Курган, 1999. — 28 с. — (Содерж.: О времени и о людях; Из записок архивиста).
- Еловских В. И. О времени, о людях. — Куртамыш, 2004. — 193 с. — (60-летию Победы в Великой Отечественной войне посвящается). — 450 экз. — ISBN 5-98271-014-8.
- Еловских В. И. Первая рыбалка : [Рассказы для детей]. — Тюмень: Кн. изд-во, 1956. — 16 с. — (Содерж.: Мальчишки; Трудное поручение). — 30 000 экз.
- Еловских В. И. Первые дни : Рассказы. Повесть. — М.: Сов. писатель, 1963. — 253 с. — (Содерж.: Рассказы: Первые дни; Каталов и Муравьёв; Четверо в дороге; Пашка; На сибирском тракте; За ужином; Свист ветра; Осипов; Замена; Попутчик; Удивительные превращения; Рядовой Воробьёв; Мостик; Тайники архивные; Первое поручение; Из рассказов о прошлом; Повесть: Нина). — 75 000 экз.
- Еловских В. И. Рядовой Воробьёв : Рассказы. — Тюмень: Кн. изд-во, 1959. — 147 с. — (Содерж.: Рядовой  Воробьёв; Недели; О неизвестных героях; Ошибка; Его карьера; Алексей; Рассказ музыканта; Осипов; Маленькие рассказы). — 30 000 экз.
- Еловских В. И. Сабля командира : [О юном разведчике А. Шаронове : Очерк для детей]. — Тюмень: Кн. изд-во, 1962. — 31 с. — 10 000 экз.
- Еловских В. И. Синие дали : [Сб.]. — Курган, 2001. — 32 с. — (Содерж.: Синие дали; Эпоха и люди).
- Еловских В. И. Спецпереселенцы : Повесть, рассказы. — Курган: Парус-М, 1993. — 83 с. — (Содерж.: Спецпереселенцы: Повесть; Рассказы: «Мне бы ночное зрение…»; Изба у старицы; Минуты раздумий; Дым над речкой; Митины россказни; Старое дело). — 4000 экз. — ISBN 5-86047-014-2.
- Еловских В. И. Старинная шкатулка : Рассказы и повести. — Челябинск: Юж.-Урал. кн. изд-во, 1989. — 382 с. — (Содерж.: Повести: Жить!..; Большие и маленькие; Последние дни; Рассказы: Нюрины будни; Старинная шкатулка; Чертовы радости; Последняя встреча; Несовместимость; Племяш приехал; Августовские туманы, и др.). — 15 000 экз. — ISBN 5-7688-0088-3.
- Еловских В. И. Пути-дороги. — Курган: Грани, 1993.
- Еловских В. И. Тепло земли: Повесть и рассказы. — М.: Современник, 1975. — 173 с. — (Содерж.: Повесть: Тепло земли; Рассказы: Крепость на Пристанской; Пашка). — 100 000 экз.
- Еловских В. И. Тихие волны : [Сб.]. — Курган, 2002. — 26 с.
- Еловских В. И. Тихий всплеск : Повесть, рассказы. — Курган: Грани, 1995. — 88 с. — (Содерж.: Долгие годы: Повесть; Рассказы: Тихий всплеск; Плавучие брёвна; Мелодии без нот). — 500 экз. — ISBN 5-87476-027-X.
- Еловских В. И. Тревожные вечера : Рассказы. — Свердловск: Кн. изд-во, 1961. — 107 с. — (Содерж.: Встреча; Его карьера; Тревожные вечера; Хороший парень; Отец и сын; Русская смекалка; Пасынок; Многоженец; Ошибка). — 15 000 экз.
- Еловских В. И. Трудное поручение : Рассказы для детей. — Свердловск: Кн. изд-во, 1960. — 70 с. — (Содерж.: Эдуард и Леопард; У дедушки; Трудное поручение; Стёпка Коноплёв; В дороге; Первая рыбалка; Двое в лесу; Чика). — 15 000 экз.
- Еловских В. И. У дедушки : [Рассказ. Для младш. школьного возраста]. — М.: Малыш, 1965. — 18 с. — 100 000 экз. || . — М.: Малыш, 1976. — 18 с. — 100 000 экз.
- Еловских В. И. Успехи и неудачи Астера Ронура. — Курган, 2000. — 26 с. — (Содерж. : Успехи и неудачи Астера Ронура : Фантаст. рассказ; О времени и о людях).
- Еловских В. И. Человек из подвала. — Курган, 2003. — 46 с. — (Содерж.: Человек из подвала; Николай Куштум; Время и люди; Стихотворения).
- Еловских В. И. Четверо в дороге : [Рассказы]. — Тюмень: Кн. изд-во, 1963. — 43 с. — (Содерж.: Четверо в дороге; Внештатный инспектор; В чайной). — 15 000 экз.
- Еловских В. И. Четверо в дороге : [Повести и рассказы]. — Челябинск: Юж.-Урал. кн. изд-во, 1978. — 239 с. — (Содерж.: Повести: Тепло земли; Гудки зовущие; Рассказы: За ужином; Бездомная; Четверо в дороге). — 30 000 экз.

## Награды
- Орден Отечественной войны II степени, 6 апреля 1985 года[4]
- медали
- премия Губернатора Курганской области в сфере литературы и искусства
- премия «Признание» (г. Курган)
- Почетная грамота от Правления Союза писателей России в связи с 90-летием со дня рождения[5].

## Семья
- Жена — Евгения Ивановна Еловских-Селиверстова (25 декабря 1920 —  15 сентября 2001), химик
- Дети:
  - сын Владислав, врач
  - сын Сергей, предприниматель
- Внуки: Лидия, Алина
- Правнуки: Маргарита, Олег, Дмитрий, Софья, Валерия